# 안드로니코스 2세
안드로니코스 2세 팔레올로고스(그리스어: Ανδρόνικος Β' Παλαιολόγος, 1259년 3월 25일 – 1332년 2월 13일)는 동로마 제국의 황제로 1282년부터 1328년까지 재위했다. 콘스탄티노폴리스를 수복하고 동로마 제국을 재건한 미하일 8세 팔레올로고스의 아들이다.

## 생애

### 탄생과 즉위 1259~1282
안드로니코스는 1259년 태어난 후, 1261년 콘스탄티노플의 수복과 미카엘 8세의 찬탈과 함께 아들이자 후계자로서 공동황제에 즉위했다. 1278년 미카엘 8세의 명에 따라 안드로니코스는 직접 군을 이끌고 투르크의 진출을 저지하기 위해 출전했다. 대책으로 지역 거주민들의 자체적인 방어력을 높일 것을 주문하여 주변의 난민, 주민을 모은 36,000명으로 트랄레스에 요새를 짓고 군사를 두어 지키게 했다. 하지만 귀환 후 요새는 투르크에 의해 점령되었고 더 많은 피난민들이 동쪽에서 서쪽으로 몰려왔다. 1282년 투르크 정벌 전에 반항적이던 테살리아 공국을 정리하기 위한 원정에 참가하였으나 트라키아의 파코미오스에서 미카엘 8세의 병사와 함께 계승의 자격을 얻었다. 황제로서 첫 조치는 미카엘 8세의 시신을 가매장하는 것이었는데, 미카엘 8세가 교회 통합 시도로 인기 없음에 따라 시신이 훼손될 위험이 있었고 교회로부터 제대로 장례를 치르기 어려웠기 때문이었다.

### 통치기 초반 1282~1299
다시 도전해오는 십자군의 잔존 세력과 베네치아와 같은 상인공화국들, 동쪽에서 엄습해오는 투르크 부족들, 1204년 이후 독립적인 자세를 유지하는 지방 세력들, 북쪽의 세르비아, 불가리아의 발흥, 종교 갈등과 팔라이올로고스 태생의 내흥 등, 대외, 내적으로 많은 것이 당시의 문제로 지목되었다. 이러한 문제들을 해결하는 것은 안드로니코스 2세의 의무였다.

#### 종교 문제의 봉합
미카엘 8세의 교회통합에 대해 찬성과 반대로 나뉘어 동로마 제국은 국론이 분열되어 있었다. 특히 팔라이올로고스의 정당성을 부정하는 아르세니오스파의 반발은 지방 곳곳에 자리해 위협이 되었다. 따라서 안드로니코스 2세는 즉위 후 미카엘 8세의 종교 정책을 백지화했다. 동서 교회의 통합은 더 이상 논의되지 않았으며 정교회 전통의 전례가 다시 진행되었다. 그러나 이를 정리하고 사태가 봉합된 것은 1310년은 돼야 했으며 역설적으로 이 때는 이미 동로마 제국이 아시아의 대부분을 상실한 후였다.

#### 재정 문제
미카엘 8세의 콘스탄티노플 수복은 제국의 재건이 현실화되었음을 보여줬다. 하지만 그 결과는 모든 것을 보상해주지 못했다. 동쪽의 방비를 굳히고 서쪽으로 진출하기 위해 키운 군사력은 오롯이 아시아 지역 주민들의 희생으로 유지되었다. 뿐만 아니라 재건을 이루기 위한 복구비용, 유지하기 위한 외교 등의 비용은 아시아 주민들의 몫이었다. 니케아 제국부터 안드로니코스 2세까지 80년의 부담은 한계를 고하고 있었으며 특단의 조치가 필요했다. 재정의 대부분을 흡수하는 군을 해체시키는 일이었다. 1285년 용병과 전문군인 다수, 및 해군의 최소 2/3를 해체시켰고 그 빈자리는 함대와 난민들로 메우고자 했다. 이는 앞으로 다가올 전란에서 효율적으로 막지 못하는, 이른바 악순환으로 이어졌다.

#### 서방 문제
세르비아는 라틴계 공국들과 연합하여 마케도니아 등 제국의 영토를 위협했다. 특단의 조치가 집행된 이후, 동로마 현지군은 세르비아를 상대로 효율적으로 맞서 싸우기 어려웠다. 투르크의 침략이 가속화되는 가운데, 군을 동쪽에 집중해야하는 상황이었기에 안드로니코스는 5살의 어린 딸 시모니스를 40세의 세르비아의 스테판 우로시 2세 밀루틴 국왕과의 혼인 동맹을 추진했다. 시모니스의 지참금은 세르비아가 점유한 영토의 영유권을 인정하는 것이었다. 이로써 최소한 밀루틴이 살아있는 이상 서쪽은 안정되었다.

### 통치 중반 1299~1321
사전의 정지작업을 마친 이상 제국의 여력을 동쪽에서 다가오는 적들을 향해 투사해야했다. 이미 너무 많은 것을 잃었기에 더 많은 것을 잃어서는 안됐다. 이 이상의 상실은 아시아 영토의 상실이고, 동로마 제국의 식량과 병력을 제공하던 아나톨리아를 잃어버린다는 것을 의미했다.

#### 아시아에서의 개혁 시도
수도와 주요 지역을 방어해야할 야전군은 계속 아시아에서 주둔하고 있을 수는 없었다. 따라서 지방군을 충분히 키워 투르크의 침략을 저지하는 것이야말로 제국의 중요 목표라 할 수 있었다. 하지만 다음과 같은 이유로 지방군의 약체화는 계속되었다.
1. 지속된 전쟁과 세금으로 인한 일반 주민들의 재산 감소
2. 교회 분열 및 황실 태생에 의한 불신과 반감에 의한 사회적 비용 증대
3. 투르크의 끊임없는 침략 전쟁

이를 막기 위해서 1299년 투르크의 침략을 저지하는 직업군인들에게 토지를 보장했고 부패를 혁신하는 재무개혁을 추진했다. 하지만 이로 인해 피해를 본 대토지소유자들은 반대자로 나섰으며 이들의 반대에 기반한 음모로 인해 1300년 개혁은 백지화됐다. 다시 아시아는 갖은 불만과 위기로 점철되었다.

#### 무력 해결의 시도와 실패
자체적인 능력을 키우자는 개혁의 청사진이 무너진 이후 남은 방법은 무력에 의한 해결 뿐이었다. 혼인동맹으로 서방의 안정을 이룬 후 1302년 근위대장 무잘론과 아들이자 공동황제 미카엘 9세에게 각각 3~4,000의 병력을 주어 니코미데이아와 마그니시아를 구원하도록 보냈다. 그러나 각 군은 무너졌다. 미카엘 9세는 마그니시아를 버리고 서쪽으로 도주했고 그 뒤를 따라 군인들과 주민들이 쫓았다. 목적지는 페르가몬 혹은 그보다 더 먼 서쪽이었다. 무잘론은 니코미데이아에서 후일 오스만 제국의 시조가 되는 아트만에게 패전했다. 두 실패는 결정적으로 아시아의 주민들에게 패배주의를 확산하는데 큰 영향을 줬다. 이는 주민들이 지속적으로, 대규모로 서쪽으로 피난하는데 큰 영향을 끼쳤고 행정의 붕괴로 이어져 자원 관리는 더 이상 불가능했고 다시 전선을 어렵게 만들었다. 이를 만회하고자 1303년 안드로니코스 2세는 아시아에서의 모든 토지를 몰수하고 군인들에게 나눠주는 방법을 채택했으나 집행할 사람은 더 이상 남아있지 않았다. 이러한 움직임 속에서 더 이상 제국의 도움을 기대하지 않고 스스로를 지키는 도시공동체가 형성되기도 하였다.

#### 카탈루냐 동지회의 고용
동방문제를 해결하기 위한 기존의 시도는 모두 실패했다. 새로운 시도를 추구해야만 했다. 안드로니코스 2세는 무력에 의한 해결만이 답이라 생각했고, 유능한 용병대를 고용하고자 했다. 베네치아와 제네바를 통해 1303년 겨울 카탈루냐 동지회를 비싼 값에 고용했다. 1304년 초 첫 임무로 키지코스 수복을 명받았다. 하지만 제국 장교의 통솔을 거부하더니 수복한 키지코스를 약탈해 안드로니코스 2세를 경악케 했다. 뿐만 아니라 투르크를 제대로 몰아낼 생각은커녕 부유한 동로마 관료나 교회를 상대로 약탈을 자행했다. 결국 1304년 10월 에페소스가 함락당하는 결과에 이르렀다. 심지어 고용주의 도시인 마그니시아를 점령하려 포위까지 하자 안드로니코스 2세가 귀환을 명령했다. 명령거부를 하며 포위를 지속했으나 겨울이 다가오자 포위를 풀고 귀환해 휴식을 취했다.

#### 트라키아의 황폐화와 투르크의 도해
불가리아는 토도르 스베토슬라프의 즉위와 함께 대외확장을 노렸다. 목표는 동로마 제국이었다. 미카엘 9세는 승패를 반복하며 성공적으로 방어에 임했다. 그러던 차에 카탈루냐 동지회의 지도자 루지에로가 미카엘 9세를 방문했다. 이 때 일전의 약탈에 피해를 본 알란족 용병들이 원망을 갖고 루지에로를 암살했다. 이에 카탈루냐 동지회는 폭주하여 갈리폴리반도를 비롯해 약탈을 일삼고 아라곤 왕국의 영토로 선포하기까지 했다. 더 나아가 불가리아는 이들과 동맹을 추구했으며 바다 건너의 투르크 족을 용병으로 고용해 세력을 확충했다. 투르크 족의 유럽 진출이 현실화된 것이다. 이를 막기 위해 안드로니코스 2세는 제노바 공화국에 애원하여 겨우 고용한 함선으로 더 이상의 도해를 저지했으며 트라키아에 대해 청야작전을 진행했다. 이에 카탈루냐 동지회는 도시와 요새들을 공격하고자 했으나 점령에 실패했다. 결국 새로운 땅을 찾아 서쪽으로, 남쪽으로 떠났다. 아테네 공국에 다시 고용되어 테살리아 공국을 공격했으나 1311년 아테네 공국을 역으로 정복하여 새로운 나라를 세웠다.

### 통치 후기, 말년 1321~1332
쉽게 잃을 수 있는 땅은 이미 모두 잃은 이후라 1312년부터 1321년까지 충격적인 결과는 더 이상 없었다. 다만 입은 피해를 복구하느라 전력을 다해야했고 안드로니코스 2세를 정점으로 하는 세르비아, 불가리아, 테살리아 등의 혼인동맹은 적어도 대외적인 관계를 안정시켰다. 하지만 카탈루냐 동지회의 피해는 금본위제를 유지하는 대신 은본위제를 도입해야 하는 것이었다.

#### 미카일 9세의 죽음과 의절
미카일 9세는 안드로니코스 2세의 적장자이자 공동황제로 제국의 계승자였다. 그에겐 아들이 둘 있었는데 안드로니코스와 마누일이 그들이다. 안드로니코스에겐 정부가 있었는데 바람이 났다는 정보를 입수했다. 이에 대해 분노하여 안드로니코스는 정부의 다른 남자를 죽이기 위해 자객을 보냈는데, 이 자객이 안드로니코스의 동생 마누일 친왕을 죽여버렸다. 이 소식을 들은 미카엘 9세는 와병중에 그만 절명해버렸다. 안드로니코스 2세는 매우 분노하여 손자 안드로니코스를 원로원과 총대주교 앞에서 의절을 선언하고 계승권을 박탈했다. 그 자리는 미카일 9세의 동생이자 다른 아들인 콘스탄티노스에게 주어졌다.

#### 안드로니코스의 반란과 내전
의절당한 안드로니코스는 이에 불복하고 1321년 3월 부활절에 감옥에서 탈출했다. 트라키아의 촌락과 도시의 세금을 면제해주겠다는 약속과 함께 요안니스 6세 칸타쿠지노스와 알렉시오스 아포카브코스의 조력을 받아 할아버지인 안드로니코스 2세에게 선전포고했다. 귀족 사회의 젊은 세대가 젊은 안드로니코스를 지지하며 반란에 동참했다. 안드로니코스 2세는 이를 진압하고자 파문, 무력 진압을 진행하고자 했으나 저항을 포기하고 젊은 안드로니코스와 협상했다. 6월 6일 안드로니코스 3세를 공동황제로 삼고, 아드리아노플을 수도로 삼아 서쪽 절반을 다스리도록 했다. 동등한 정부에서 독자적인 외교, 국방 정책을 펼치니 대립이 있을 수밖에 없었다. 6개월뒤인 1321년 12월 내전이 일어났다. 1322년 7월 반년을 끌어온 내전은 마침내 2차 평화협정을 체결하기에 이르렀다. 안드로니코스 3세를 차기 대권자로 확정하는 내용이었고 3년 뒤인 1325년 2월 2일 안드로니코스 3세가 정식으로 대관식을 치름으로써 준수되었다.

#### 말년의 위기와 퇴진 종용
1319년부터 포위당한 채였던 푸르사는 1326년 7년간의 포위 끝에 오스만의 후계자 오르한 1세에게 항복했다. 트라키아 해안으로는 투르크 해적들이 몰려들었고 북쪽에서는 불가리아와 킵차크 칸국의 약탈군이 발칸산맥을 넘어 제국의 영토를 넘봤다. 테살로니카 시장이던 요안니스 팔레올로고스는 세르비아 왕 스테판 우로시 3세 데챤스키의 도움으로 제국으로부터 독립을 선언했다. 비록 그가 일찍 죽어서 유야무야 되었지만 세르비아의 진출이 가시화되는 것이었고, 안드로니코스 2세가 초기에 쌓아올린 혼인동맹이 붕괴되었음을 보여주었다. 이런 상황 속에서도 내부 정쟁은 계속되었는데 1327년 10월 안드로니코스 3세와 2세 간의 최종적인 내전이 펼쳐졌다. 안드로니코스 3세에게 대세가 기울었고 1328년 봄 승리자로서 상당하게 콘스탄티노플에 개선했다. 안드로니코스 2세는 퇴위 및 수도원으로의 퇴진을 종용받았고 결국 속세의 이름을 버린채 안토니오스라는 이름의 수도사가 되었다. 1332년 2월 13일 딸 시모니스와의 마지막 저녁식사 후 조용히 잠자리에 드는 것으로 숨을 거두었다.

## 평가
안드로니코스 2세는 그의 긴 통치 덕인지, 몇 가지 상반된 평가가 존재한다.

### 호의적
동로마 제국의 몰락은 대외정치적 곤궁과 앞세대인 미카엘 8세의 과도한 긴장에서 일어난 반동의 초래가 군사적, 재정적으로 위기를 일으켰기에 일어난 일이며 안드로니코스 2세는 현명한 조치들을 취했다. 다만 상황이 절망적이라 모든 치유 시도들이 제한적인 효과를 얻을 수밖에 없었던 것인데 그나마 그 효과들이 다음 사건들로 무효되었던 것이다. 더욱이 그는 학문과 문학에 뚜렷한 관심을 가지고 있어서 콘스탄티노플이 정치적인 몰락에도 불구하고 여전히 세계의 지적 중심지로 머물게 된 것은 안드로니코스 2세의 공적이었다.

### 부정적
거의 반세기동안 제국을 지배한 안드로니코스 2세는 시기에 걸맞지 않게 역대 어느 황제보다도 허약한 황제였다. 아버지의 외교술, 아들의 용기, 손자의 패기를 갖추었다면, 장기적인 시야나 명확한 정치적 목적을 갖췄더라면 제국의 쇠퇴를 막았을지도 몰랐다. 그의 치세 동안 불행한 백성들은 적에게 포위되고, 기아에 허덕이고, 무거운 세금에 신음했다.

## 가족
|        |        |        |        |        |        |  |  | 미카엘 8세 팔라이올로고스 | 미카엘 8세 팔라이올로고스 | 미카엘 8세 팔라이올로고스 | 미카엘 8세 팔라이올로고스 | 미카엘 8세 팔라이올로고스 | 미카엘 8세 팔라이올로고스 |  |  | 테오도라 두케나 바타제나 | 테오도라 두케나 바타제나 | 테오도라 두케나 바타제나 | 테오도라 두케나 바타제나 | 테오도라 두케나 바타제나 | 테오도라 두케나 바타제나 |  |  |                  |                  |                  |                  |                  |                  |  |  |                   |                   |                   |                   |                   |                   |                          |                          |                          |                          |                          |                          |              |              |              |              |              |              |            |            |            |            |          |          |                       |                       |                          |                          |                          |                          |                          |                          |  |  |  |  |  |  |  |  |
|        |        |        |        |        |        |  |  | 미카엘 8세 팔라이올로고스 | 미카엘 8세 팔라이올로고스 | 미카엘 8세 팔라이올로고스 | 미카엘 8세 팔라이올로고스 | 미카엘 8세 팔라이올로고스 | 미카엘 8세 팔라이올로고스 |  |  | 테오도라 두케나 바타제나 | 테오도라 두케나 바타제나 | 테오도라 두케나 바타제나 | 테오도라 두케나 바타제나 | 테오도라 두케나 바타제나 | 테오도라 두케나 바타제나 |  |  |                  |                  |                  |                  |                  |                  |  |  |                   |                   |                   |                   |                   |                   |                          |                          |                          |                          |                          |                          |              |              |              |              |              |              |            |            |            |            |          |          |                       |                       |                          |                          |                          |                          |                          |                          |  |  |  |  |  |  |  |  |
|        |        |        |        |        |        |  |  |                           |                           |                           |                           |                           |                           |  |  |                          |                          |                          |                          |                          |                          |  |  |                  |                  |                  |                  |                  |                  |  |  |                   |                   |                   |                   |                   |                   |                          |                          |                          |                          |                          |                          |              |              |              |              |              |              |            |            |            |            |          |          |                       |                       |                          |                          |                          |                          |                          |                          |  |  |  |  |  |  |  |  |
|        |        |        |        |        |        |  |  |                           |                           |                           |                           |                           |                           |  |  |                          |                          |                          |                          |                          |                          |  |  |                  |                  |                  |                  |                  |                  |  |  |                   |                   |                   |                   |                   |                   |                          |                          |                          |                          |                          |                          |              |              |              |              |              |              |            |            |            |            |          |          |                       |                       |                          |                          |                          |                          |                          |                          |  |  |  |  |  |  |  |  |
| 이레네 | 이레네 | 이레네 | 이레네 | 이레네 | 이레네 |  |  | 이반 아센 3세             | 이반 아센 3세             | 이반 아센 3세             | 이반 아센 3세             | 이반 아센 3세             | 이반 아센 3세             |  |  | 헝가리의 안나            | 헝가리의 안나            | 헝가리의 안나            | 헝가리의 안나            | 헝가리의 안나            | 헝가리의 안나            |  |  | 안드로니코스 2세 | 안드로니코스 2세 | 안드로니코스 2세 | 안드로니코스 2세 | 안드로니코스 2세 | 안드로니코스 2세 |  |  | 몬페라토의 이레네 | 몬페라토의 이레네 | 몬페라토의 이레네 | 몬페라토의 이레네 | 몬페라토의 이레네 | 몬페라토의 이레네 |                          |                          | 콘스탄티노스             | 콘스탄티노스             | 콘스탄티노스             | 콘스탄티노스             | 콘스탄티노스 | 콘스탄티노스 |              |              | 에우도키아   | 에우도키아   | 에우도키아 | 에우도키아 | 에우도키아 | 에우도키아 |          |          | 트레비존드의 요안네스 | 트레비존드의 요안네스 | 트레비존드의 요안네스    | 트레비존드의 요안네스    | 트레비존드의 요안네스    | 트레비존드의 요안네스    |                          |                          |  |  |  |  |  |  |  |  |
| 이레네 | 이레네 | 이레네 | 이레네 | 이레네 | 이레네 |  |  | 이반 아센 3세             | 이반 아센 3세             | 이반 아센 3세             | 이반 아센 3세             | 이반 아센 3세             | 이반 아센 3세             |  |  | 헝가리의 안나            | 헝가리의 안나            | 헝가리의 안나            | 헝가리의 안나            | 헝가리의 안나            | 헝가리의 안나            |  |  | 안드로니코스 2세 | 안드로니코스 2세 | 안드로니코스 2세 | 안드로니코스 2세 | 안드로니코스 2세 | 안드로니코스 2세 |  |  | 몬페라토의 이레네 | 몬페라토의 이레네 | 몬페라토의 이레네 | 몬페라토의 이레네 | 몬페라토의 이레네 | 몬페라토의 이레네 |                          |                          | 콘스탄티노스             | 콘스탄티노스             | 콘스탄티노스             | 콘스탄티노스             | 콘스탄티노스 | 콘스탄티노스 |              |              | 에우도키아   | 에우도키아   | 에우도키아 | 에우도키아 | 에우도키아 | 에우도키아 |          |          | 트레비존드의 요안네스 | 트레비존드의 요안네스 | 트레비존드의 요안네스    | 트레비존드의 요안네스    | 트레비존드의 요안네스    | 트레비존드의 요안네스    |                          |                          |  |  |  |  |  |  |  |  |
|        |        |        |        |        |        |  |  |                           |                           |                           |                           |                           |                           |  |  |                          |                          |                          |                          |                          |                          |  |  |                  |                  |                  |                  |                  |                  |  |  |                   |                   |                   |                   |                   |                   |                          |                          |                          |                          |                          |                          |              |              |              |              |              |              |            |            |            |            |          |          |                       |                       |                          |                          |                          |                          |                          |                          |  |  |  |  |  |  |  |  |
|        |        |        |        |        |        |  |  |                           |                           |                           |                           |                           |                           |  |  |                          |                          |                          |                          |                          |                          |  |  |                  |                  |                  |                  |                  |                  |  |  |                   |                   |                   |                   |                   |                   |                          |                          |                          |                          |                          |                          |              |              |              |              |              |              |            |            |            |            |          |          |                       |                       |                          |                          |                          |                          |                          |                          |  |  |  |  |  |  |  |  |
|        |        |        |        |        |        |  |  |                           |                           |                           |                           |                           |                           |  |  | 미카일 9세 팔레올로고스  | 미카일 9세 팔레올로고스  | 미카일 9세 팔레올로고스  | 미카일 9세 팔레올로고스  | 미카일 9세 팔레올로고스  | 미카일 9세 팔레올로고스  |  |  | 콘스탄티노스     | 콘스탄티노스     | 콘스탄티노스     | 콘스탄티노스     | 콘스탄티노스     | 콘스탄티노스     |  |  | 요안네스          | 요안네스          | 요안네스          | 요안네스          | 요안네스          | 요안네스          | 몬페라토 후작 테오도로스 | 몬페라토 후작 테오도로스 | 몬페라토 후작 테오도로스 | 몬페라토 후작 테오도로스 | 몬페라토 후작 테오도로스 | 몬페라토 후작 테오도로스 | 데메트리오스 | 데메트리오스 | 데메트리오스 | 데메트리오스 | 데메트리오스 | 데메트리오스 | 시모니스   | 시모니스   | 시모니스   | 시모니스   | 시모니스 | 시모니스 |                       |                       | 스테판 우로시 2세 밀루틴 | 스테판 우로시 2세 밀루틴 | 스테판 우로시 2세 밀루틴 | 스테판 우로시 2세 밀루틴 | 스테판 우로시 2세 밀루틴 | 스테판 우로시 2세 밀루틴 |  |  |  |  |  |  |  |  |
|        |        |        |        |        |        |  |  |                           |                           |                           |                           |                           |                           |  |  | 미카일 9세 팔레올로고스  | 미카일 9세 팔레올로고스  | 미카일 9세 팔레올로고스  | 미카일 9세 팔레올로고스  | 미카일 9세 팔레올로고스  | 미카일 9세 팔레올로고스  |  |  | 콘스탄티노스     | 콘스탄티노스     | 콘스탄티노스     | 콘스탄티노스     | 콘스탄티노스     | 콘스탄티노스     |  |  | 요안네스          | 요안네스          | 요안네스          | 요안네스          | 요안네스          | 요안네스          | 몬페라토 후작 테오도로스 | 몬페라토 후작 테오도로스 | 몬페라토 후작 테오도로스 | 몬페라토 후작 테오도로스 | 몬페라토 후작 테오도로스 | 몬페라토 후작 테오도로스 | 데메트리오스 | 데메트리오스 | 데메트리오스 | 데메트리오스 | 데메트리오스 | 데메트리오스 | 시모니스   | 시모니스   | 시모니스   | 시모니스   | 시모니스 | 시모니스 |                       |                       | 스테판 우로시 2세 밀루틴 | 스테판 우로시 2세 밀루틴 | 스테판 우로시 2세 밀루틴 | 스테판 우로시 2세 밀루틴 | 스테판 우로시 2세 밀루틴 | 스테판 우로시 2세 밀루틴 |  |  |  |  |  |  |  |  |

## 참고 문헌
게오르크 오스트로고르스키, 한정숙, 김경연 역 (2010년 1월 20일). 《비잔티움 제국사 324-1453》. 까치. ISBN 9788972914792.

주디스 헤린, 이순호 역 (2010년 10월 18일). 《비잔티움》. 글항아리. ISBN 9788993905380.

존 줄리어스 노리치, 남경태 역 (2016년 6월 7일). 《비잔티움 연대기 3》. 바다출판사. ISBN 9788955618297.